# Wet Willie II
| Recensione | Giudizio |
| ---------- | -------- |
| AllMusic   |          |

Wet Willie II è il secondo album dei Wet Willie, pubblicato dalla Capricorn Records nel 1972.
Alla band si unì il secondo chitarrista Wick Larsen.

## Tracce
Lato A
1. Shout Bamalama – 3:35 (Otis Redding)
2. Love Made Me – 4:46 (Ricky Hirsch)
3. Red Hot Chicken – 4:44 (Anthony, Hall, Hall, Hirsch, Larsen, Ross)
4. It Hurts Me Too – 4:55 (Elmore James)

Durata totale: 18:00
Lato B
1. Keep a Knockin' – 2:30 (Richard Penniman)
2. Airport – 3:30 (John Anthony)
3. Grits Ain't Groceries – 3:00 (Tutus Turner)
4. Shotgun Man – 4:12 (Ricky Hirsch)
5. Shaggi's Song – 4:30 (Wick Larsen)

Durata totale: 17:42

## Formazione
- Ricky Hirsch - chitarra solista, chitarra ritmica, mandolino, accompagnamento vocale
- Wick Larsen - chitarra solista, chitarra ritmica, chitarra acustica, moog
- Jimmy Hall - voce solista, armonica, sassofono tenore, percussioni
- John Anthony - organo, pianoforte elettrico, pianoforte acustico, accompagnamento vocale, percussioni
- Jack Hall - basso, accompagnamento vocale
- Lewis Ross - batteria, congas

Musicisti aggiunti:
- Scott Boyer - chitarra steel (brani: Love Made Me e Shaggi's Song)
- Jai Johanny Johanson - timbales (brano: Airport)
- Ella Avery - accompagnamento vocale, cori (brano: Shout Bamalama)
- Susie Storm - accompagnamento vocale, cori (brano: Shaggi's Song)

Note aggiuntive
- Eddie Offord - produttore (eccetto brani: Keep a Knockin' e Grits Ain't Groceries)
- Johnny Sandlin - produttore (solo brani: Keep a Knockin' e Grits Ain't Groceries)
- Registrazioni effettuate al Muscle Shoals Sound Studios di Muscle Shoals, Alabama ed al Capricorn Sound Studios di Macon, Georgia
- Eddie Offord - ingegnere del suono
- Ralph Rhodes - ingegnere del suono
- Johnny Sandlin - ingegnere del suono
- Mixaggio effettuato al Capricorn Sound Studios di Macon, Georgia
- Eddie Offord - tecnico del mixaggio
- Johnny Sandlin - tecnico del mixaggio
- Frank Fenter - supervisore esecutivo[2]